# Цанен
Ца́нен (Tzaneen) — административный центр местного муниципалитета Большой Цанен в районе Мопани провинции Лимпопо (ЮАР).

## Религия
Город является центром одноимённой католической епархии.

## Известные уроженцы
- Чилибой Ралепелле, регбист